# Бомі (графство)
Бомі (англ. Bomi County) — графство в північно-західній частині Ліберії. Одне з 15 графств, які складають перший рівень адміністративного поділу в країні, включає в себе чотири дистрикти. Столиця — місто Тубманбург, площа — 1 942 км². Згідно з переписом 2008 року населення графства становить 82 036 осіб, що робить його дванадцятим найбільш густонаселеним в Ліберії.

## Географія
Бомі межує з графствами Гранд-Кейп-Маунт на заході, Гбарполу на півночі, Монтсеррадо на південному сході і Атлантичним океаном на півдні.

## Адміністративний поділ
Графство поділене на 4 дистрикти:
- Девойн (англ. Dewoin District)
- Клей (англ. Klay District)
- Мекка (англ. Mecca District)
- Сенжех (англ. Senjeh District)